# Komise pro budování míru
Komise pro budování míru (anglicky Peacebuilding Commission, zkratka PBC) je mezivládní poradní instituce, mající za cíl pomáhat zemím při postkonfliktním budování míru, obnově, rekonstrukci a rozvoji. Rozhodnutí o jejím založení bylo schváleno 14. - 16. září 2005 na summitu OSN, 20. prosince 2005 byla tato komise oficiálně ustanovena Valným shromážděním OSN a Radou bezpečnosti OSN.

## Současní členové komise
Současné složení organizačního výboru komise:
- 7 členů Bezpečnostní rady, včetně všech stálých členů:
  1. Čína
  2. Francie
  3. Ruská federace
  4. Mexiko
  5. Spojené království Velké Británie a Severního Irska
  6. USA
  7. Burkina Faso

- 7 členů volených Valným shromážděním:
  1. Benin
  2. Chile
  3. Gruzie
  4. Jamajka
  5. Jihoafrická republika
  6. Thajsko
  7. Uruguay

- 5 členů vybraných za hlavní poskytovatele vojenské personální a civilní bezpečnosti pro mise OSN:
  1. Bangladéš
  2. Nigérie
  3. Indie
  4. Nepál
  5. Pákistán

- 7 členů volených UNESCO:
  1. Alžírsko
  2. Salvador
  3. Guinea-Bissau
  4. Lucembursko
  5. Maroko
  6. Polsko
  7. Jižní Korea

- 5 členů vybraných za hlavní poskytovatele příspěvku do rozpočtu OSN, programových fondů a agentur:
  1. Kanada
  2. Německo
  3. Japonsko
  4. Nizozemsko
  5. Švédsko

## Struktura a mandát Komise pro budování míru

### Institucionální struktura
Komise pro budování míru je pomocný orgán Valného shromáždění a Rady bezpečnosti. Její vznik vychází z článků 22 a 29 Charty OSN. Komise je řízena organizačním výborem. Jedná se o orgán poradní a mezivládní bez donucovacích prostředků.